# Egyptská revoluce 2011

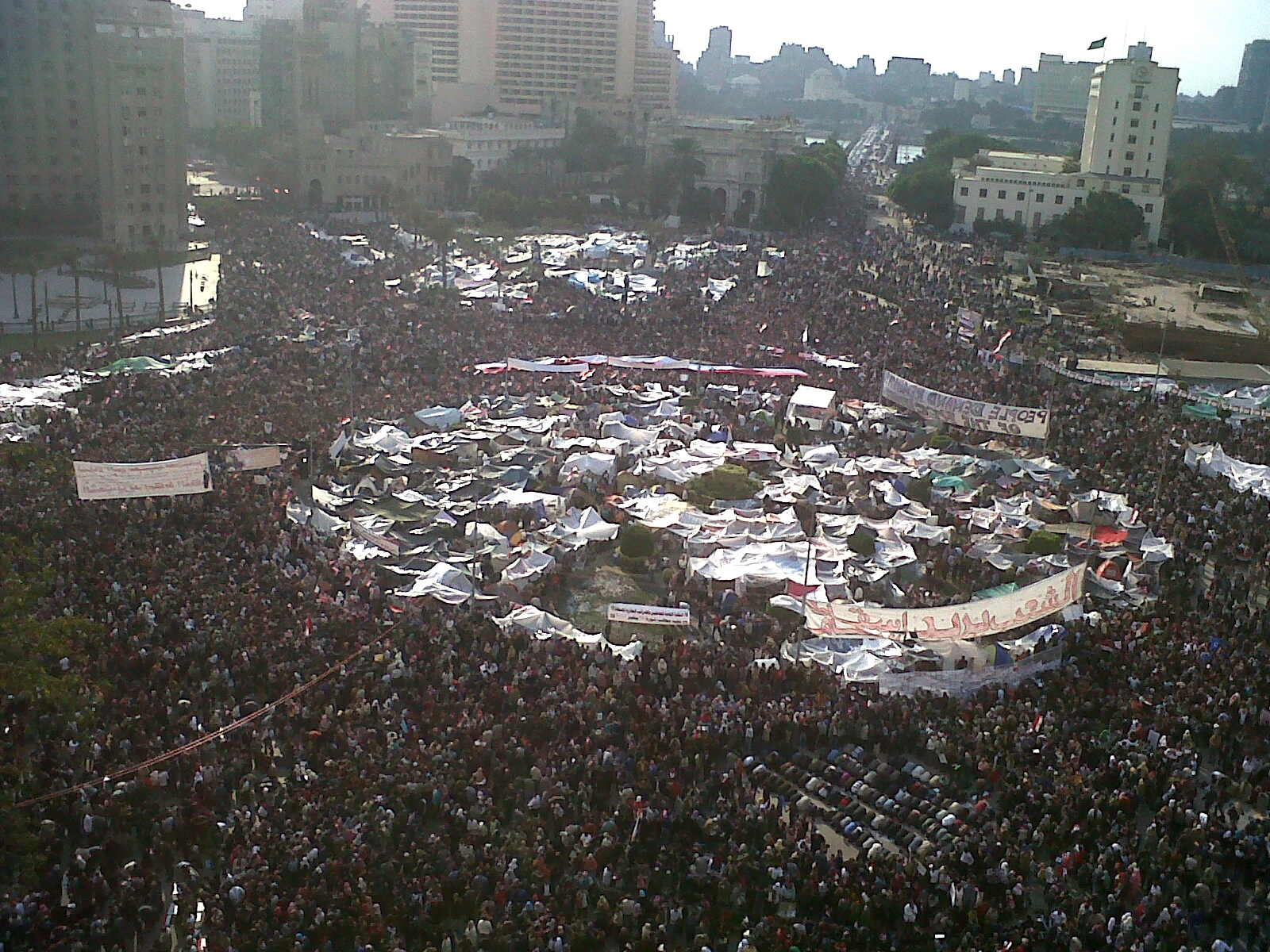
Demonstrace na náměstí Tahrír v Káhiře 8. února 2011

V Egyptě probíhaly od 25. ledna 2011 demonstrace jako výraz protestu proti stávajícímu režimu a prezidentovi Muhammadu Husnímu Mubarakovi. Jedna z největších demonstrací se odehrála 28. ledna 2011. Protestů se zúčastnily desetitisíce lidí, v Káhiře demonstranti zapálili sídlo vládnoucí Národní demokratické strany. Policie použila proti demonstrantům vodní děla, slzný plyn a střelbu gumovými projektily. Podle zpráv SpiegelOnline měla policie i povolení použít ostré náboje. V Suezu zemřel jeden člověk. Byl vyhlášen zákaz vycházení, v zemi však již od atentátu na prezidenta Anwara Sadata v roce 1981 platí výjimečný stav. V zemi byl blokován internet a lokálně také mobilní telefony, aby nemohly být použity k organizování dalších protestů.
Demonstrace začaly týden po nepokojích v Tunisku, které vyústily v revoluci. Mnozí demonstrující nesli tuniské vlajky na znamení vlivu tuniských událostí. V předvečer hlavních protestů do Egypta z Vídně přiletěl představitel opozice, nositel Nobelovy ceny míru, Mohammad Baradej, který byl ale ihned internován v domácím vězení.
Dne 11. února prezident Mubarak vyslyšel protestující a rezignoval, podle svých slov chce dožít v přímořském letovisku Šarm aš-Šajch. Moc převzala armáda a faktickou hlavou státu se stal předseda Nejvyšší vojenské rady Muhammad Hosejn Tantaví. Poté byla jmenována nová vláda a armáda oznámila, že chce reformovat ústavu a uspořádat parlamentní i prezidentské volby. Začalo také propouštění politických vězňů.

## Následky
2. června 2012 byl egyptskému exprezidentovi Husnímu Mubarakovi uložen doživotní trest odnětí svobody za podíl na zabíjení demonstrantů při „arabském jaru“. Byl souzen u káhirského soudu. Stejný trest dostal také bývalý ministr vnitra Habíb Adlí. Oba muži podle rozsudku nařídili zabíjení demonstrantů, kteří se bouřili proti vládě. Dalších šest Mubarakových spolupracovníků soud naopak zprostil viny. Odsouzení se proti verdiktu budou moci odvolat. V lednu 2013 nicméně soud Mubarakovi trest doživotí zrušil a proces se bude konat znovu.
V květnu a červnu se konalo první a druhé kolo svobodných prezidentských voleb, ve kterých zvítězil islamista Muhammad Mursí nad Ahmadem Šafíkem. Avšak v létě 2013 se proti Mursímu konaly mohutné lidové protesty, v jejichž důsledku armáda provedla převrat a moci se chopil generál Abd al-Fattáh as-Sísí. Sísí se oficiálně prezidentem stal po volbách, 8. června 2014.